# Rossmann

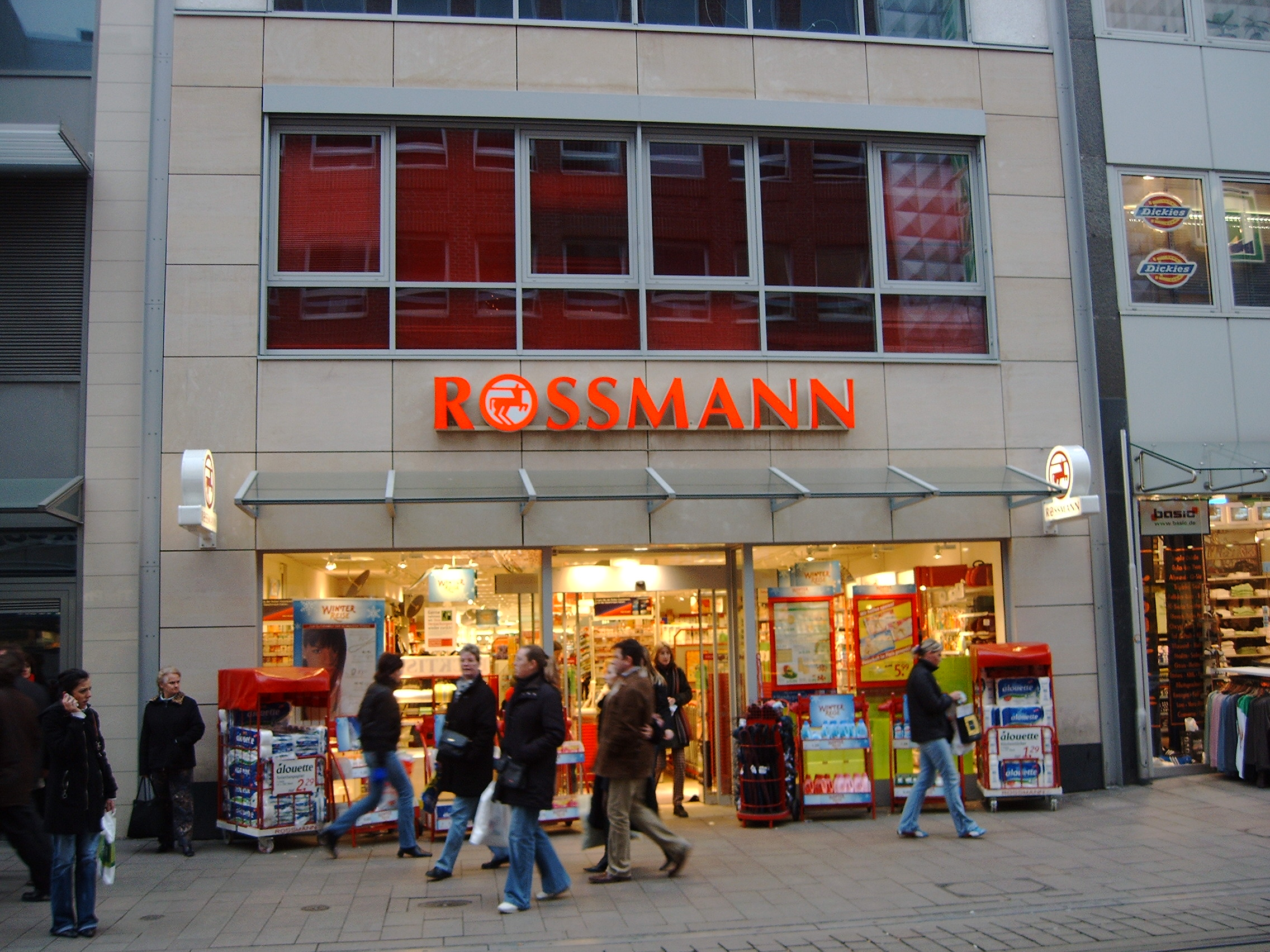
ドイツ、ブレーメンのロスマンの外観

Rossmann (ロスマン)とはドイツで二番目のシェアを誇るドラッグチェーン店である。欧州内で3,600 もの店舗がある。ヨーロッパ最大のドラッグストアチェーンの一つで、約56,200人の従業員がいる。2019年には、ドイツ、ポーランド、ハンガリー、チェコ共和国、トルコ、アルバニア、コソボ、スペイン、アゼルバイジャンで100億ユーロ以上の売上を達成した。
会社は1972年にディルク・ロスマンによって設立され、本社はドイツのハノーバー近郊のブルグヴェーデルにある。ロスマン家が会社の60％を所有し、2004年にオランダのクルイドヴァットから引き継がれた香港のA.S. Watsonグループが40％を所有している。
商品ラインナップは最大21,700アイテムに及び、店舗のサイズや場所によって異なる。スキンケア、ヘアケア、ボディケア、ベビー用品、健康関連のドラッグストア商品に加え、プロモーション商品（「ワールド・オブ・アイデア」）、ペットフード、フォトサービス、自然食品やワインも提供している。また、約200の商業ブランドの香水も取り扱っている。ロスマンは29のプライベートブランドと4,600の商品を持ち、1997年に初の自社ブランドとしてBabydream、Facelle、Sunozon、Winstonを導入した。最も知られているロスマンブランドには、Isana（スキン、ヘア、ボディケア）、Alterra（ナチュラルコスメ）、domol（清掃・洗濯洗剤）、alouette（ティッシュなど）がある。
ロスマンのロゴは赤い文字と「O」に統合されたケンタウロスのシンボルで構成されている。ケンタウロスはギリシャ神話の馬と人間の合成生物で、「ロスマン」（英語で「馬の人」）を象徴している。自社ブランドには名前の上に小さなケンタウロスのシンボルが付いている。
2018年以降、ロスマンは企業の気候保護活動の発展のために持続可能性レポートを発行している。
2021年には売上が8.1％増加し、111億ユーロに達した。合計4,361のロスマン店舗があり、そのうち2,231店舗がドイツにある。現在の海外店舗数は、ポーランド（1,580）、ハンガリー（230以上）、チェコ共和国（150以上）、トルコ（120以上）、アルバニア（15）、コソボ（6）、スペイン（5）である。

## 概要
1972年に当時25歳だったドイツ人のデューク・ロスマンによってハノーファーで設立された。